# کریل بلک‌لاک
کریل بلک‌لاک (انگلیسی: Cyril Blacklock؛ ۲۶ سپتامبر ۱۸۸۰ – ۱۴ اکتبر ۱۹۳۶ (aged 56)) فرد نظامی اهل بریتانیا بود.
همچنین برندهٔ جوایزی همچون نشان گرمابه و نشان سنت مایکل و سنت جورج شده‌است.